# Sân bay Rundu
Sân bay Rundu (IATA: NDU, ICAO: FYRU) là một sân bay ở Rundu, Namibia.